# Almabiston brunnea
Almabiston brunnea là một loài bướm đêm trong họ Geometridae.